# Joe Hamilton
James Hamilton jr., detto Joe (Lexington, 5 luglio 1948), è un ex cestista statunitense, professionista nella ABA.

## Carriera
Venne selezionato dai Milwaukee Bucks al nono giro del Draft NBA 1970 (152ª scelta assoluta).

## Palmarès
- ABA All-Rookie Team (1971)
- Trentacinquesimo per numero di assist di sempre ABA